# 西播丘陵県立自然公園

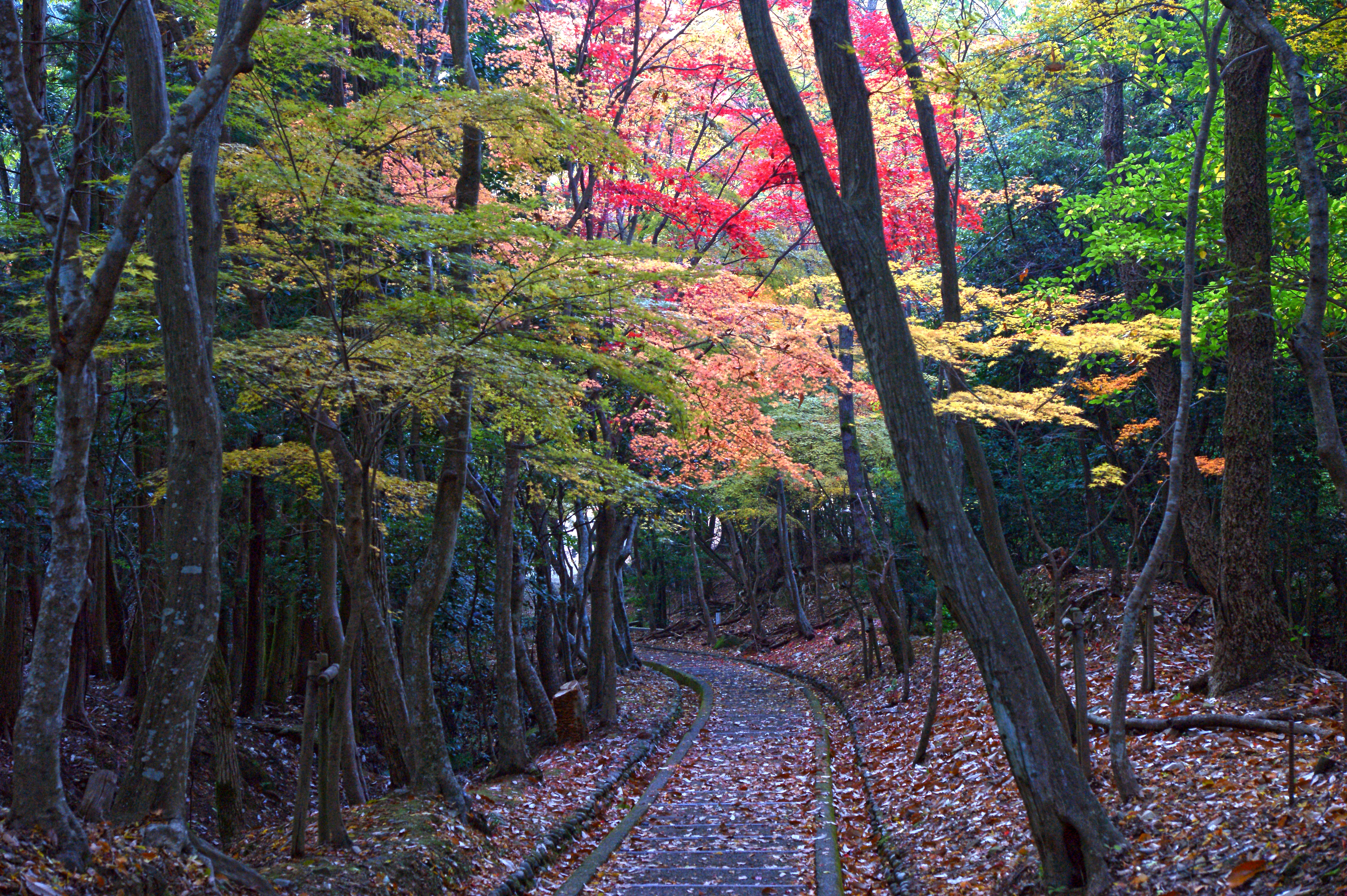
龍野公園紅葉谷

西播丘陵県立自然公園（せいばんきゅうりょうけんりつしぜんこうえん）は、兵庫県中西部にある兵庫県立の自然公園である。

## 概要
兵庫県の播磨地方西部の相生市、たつの市、姫路市に広がる丘陵地帯を公園域として、1959年7月21日に指定された。総面積は6,433ヘクタールで、うち特別地域が850ヘクタールとなっている。

### 山岳
- 書写山 - ふるさと兵庫50山。
- 広峰山
- 増位山
- 三濃山
- 亀ノ山
- 東山
- 鶏籠山

### 渓谷・滝
- 羅漢渓谷

### その他
- 圓教寺 - 西国三十三所第27番、播磨西国三十三箇所観音霊場第1番、播州薬師霊場第16番、神仏霊場巡拝の道第75番。
- 龍野公園
  - 龍野城跡
- 羅漢の里